# Roberta Morris
Roberta Morris es una jinete canadiense que compitió en la modalidad de doma. Ganó una medalla de plata en los Juegos Panamericanos de 2011, en la prueba por equipos.

## Palmarés internacional
| Juegos Panamericanos | Juegos Panamericanos | Juegos Panamericanos | Juegos Panamericanos |
| Año                  | Lugar                | Medalla              | Categoría            |
| -------------------- | -------------------- | -------------------- | -------------------- |
| 2011                 | Guadalajara (México) | Medalla de plata     | Por equipos          |